# Scelidomachus socotranus
Scelidomachus socotranus is een spinnensoort uit de familie Palpimanidae. De soort komt voor in Socotra.